# Oreneta d'Angola
L'oreneta d'Angola (Hirundo angolensis) és una espècie d'ocell de la família dels hirundínids (Hirundinidae). Es troba a l'Àfrica central. Els seus hàbitats principals són els boscos tropicals i subtropicals de frondoses humits de les terres baixes, la sabana seca, els matollars i herbassars secs tropicals i subtropicals, els herbassars temperats, els cursos d'aigua, les zones humides, les terres llaurades, els jardins rurals i les àrees urbanes. El seu estat de conservació es considera de risc mínim.